# Abusejo
Abusejo es un municipio y localidad española de la provincia de Salamanca, en la comunidad autónoma de Castilla y León. Se integra dentro de la comarca de Ciudad Rodrigo y la subcomarca del Campo de Yeltes, que forma parte de la llanura del Campo Charro.
Su término municipal está formado por un solo núcleo de población, ocupa una superficie total de 23,10 km² y según los datos demográficos recogidos en el padrón municipal elaborado por el INE en el año 2017, cuenta con una población de 203 habitantes (106 hombres y 96 mujeres).

## Geografía
Se sitúa en una planicie a escasos kilómetros al norte de la Sierra de Francia, entre los pueblos de Cabrillas (4 km al noroeste), Sepulcro-Hilario (3 km al este) y Tamames (7 km al sur) y algunas fincas como Buenabarba, Agustinez, Gallegos de Huebra y Anaya de Huebra. Cruza el pueblo la carretera que une Fermoselle y Sequeros, que a su vez cruza la A-62 (antigua N-620) a la altura de La Fuente de San Esteban (unos 15 km al norte).
| Noroeste: Cabrillas          | Norte: San Muñoz | Noreste: Gallegos de Huebra |
| Oeste: Sepulcro-Hilario      |                  | Este: Berrocal de Huebra    |
| Suroeste Aldehuela de Yeltes | Sur: Tamames     | Sureste: Tamames            |

Rodeado principalmente de montes de encina y escasas tierras de cultivo. El río que pasa a orillas del pueblo es el Valhondo, aunque la mayor parte del año se encuentra sin agua. Gracias a los sondeos, en la actualidad tiene un abundante manantial donde se abastece todo el pueblo y se lleva agua para el ganado en épocas de sequía.

### Clima
Sotoserrano tiene un clima Csb (templado con verano seco y templado) según la clasificación climática de Köppen.
El clima de Abusejo es meseteño, donde los inviernos son fríos con temperaturas bajas y heladas, mientras que en los veranos, la temperatura es calurosa.
| Parámetros climáticos promedio de Abusejo en el periodo 1961-1980 | Parámetros climáticos promedio de Abusejo en el periodo 1961-1980 | Parámetros climáticos promedio de Abusejo en el periodo 1961-1980 | Parámetros climáticos promedio de Abusejo en el periodo 1961-1980 | Parámetros climáticos promedio de Abusejo en el periodo 1961-1980 | Parámetros climáticos promedio de Abusejo en el periodo 1961-1980 | Parámetros climáticos promedio de Abusejo en el periodo 1961-1980 | Parámetros climáticos promedio de Abusejo en el periodo 1961-1980 | Parámetros climáticos promedio de Abusejo en el periodo 1961-1980 | Parámetros climáticos promedio de Abusejo en el periodo 1961-1980 | Parámetros climáticos promedio de Abusejo en el periodo 1961-1980 | Parámetros climáticos promedio de Abusejo en el periodo 1961-1980 | Parámetros climáticos promedio de Abusejo en el periodo 1961-1980 | Parámetros climáticos promedio de Abusejo en el periodo 1961-1980 |
| Mes | Ene.                                                              | Feb.                                                              | Mar.                                                              | Abr.                                                              | May.                                                              | Jun.                                                              | Jul.                                                              | Ago.                                                              | Sep.                                                              | Oct.                                                              | Nov.                                                              | Dic.                                                              | Anual                                                             |
| --- | ----------------------------------------------------------------- | ----------------------------------------------------------------- | ----------------------------------------------------------------- | ----------------------------------------------------------------- | ----------------------------------------------------------------- | ----------------------------------------------------------------- | ----------------------------------------------------------------- | ----------------------------------------------------------------- | ----------------------------------------------------------------- | ----------------------------------------------------------------- | ----------------------------------------------------------------- | ----------------------------------------------------------------- | ----------------------------------------------------------------- |
| Temp. media (°C) | 4.6                                                               | 5.4                                                               | 6.6                                                               | 8.8                                                               | 11.8                                                              | 15.9                                                              | 20.5                                                              | 19.7                                                              | 16.8                                                              | 12.8                                                              | 7.6                                                               | 4.1                                                               | 11.2                                                              |
| Precipitación total (mm) | 70.1                                                              | 69.2                                                              | 46.6                                                              | 46.6                                                              | 51.9                                                              | 31.6                                                              | 18.9                                                              | 13.0                                                              | 33.5                                                              | 44.8                                                              | 59.9                                                              | 52.9                                                              | 538.8                                                             |
| Fuente: Ministerio de Agricultura, Alimentación y Medio Ambiente. Datos de precipitación para el periodo 1961-1980 y de temperatura para el periodo 1967-1979 en Abusejo 8 de noviembre de 2012 |                                                                   |                                                                   |                                                                   |                                                                   |                                                                   |                                                                   |                                                                   |                                                                   |                                                                   |                                                                   |                                                                   |                                                                   |                                                                   |

## Historia
Aunque durante años se sostuvo, por error derivado de la similitud con el nombre de la localidad riojana de Ausejo, que antiguamente fue una de las fortalezas que Sancho VII de Navarra dio en prenda a Alfonso VIII de Castilla para garantizar el tratado que estos reyes firmaron en Guadalajara en el año 1207, la historiografía ha desmentido este punto ya que se corresponde con la historia de Ausejo (La Rioja) y no con la de Abusejo (Salamanca), más si se tiene en cuenta que en la época Abusejo no pertenecía a Reino de Castilla sino al Reino de León, regido este último por Alfonso IX de León.

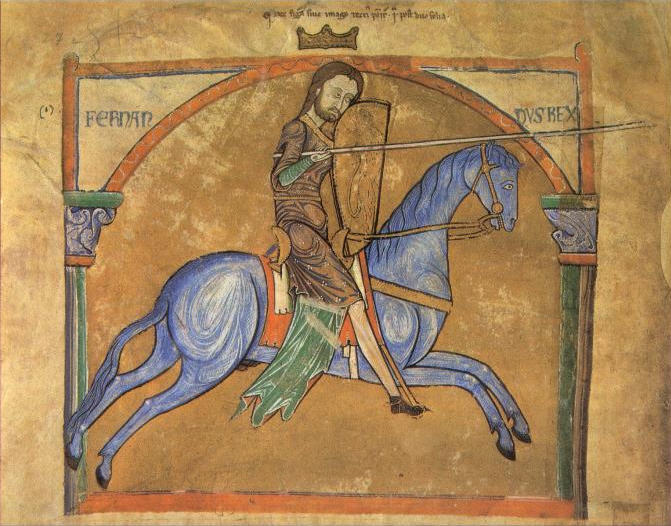
En el reinado de Fernando II de León se data la primera mención escrita a Abusejo

De este modo, la fundación de Abusejo se remonta a la repoblación efectuada por los reyes de León en la Edad Media, quedando encuadrado en la Diócesis de Ciudad Rodrigo tras la creación de la misma por parte del rey Fernando II de León en el siglo XII, denominándose entonces Agusejo, del que derivaría el nombre actual. Precisamente, un documento de este reinado, fechado el 14 de enero de 1174, recoge la primera referencia a Abusejo (Aguseio en dicho documento), cuando esta localidad pasa a depender de la diócesis civitatense.
En el siglo XIX, con la creación de las actuales provincias en 1833, Abusejo quedó encuadrado en la provincia de Salamanca, dentro de la Región Leonesa.
La Iglesia parroquial está consagrada a Nuestra Señora de la Asunción y es de construcción moderna, pues la anterior, mucho más antigua y de gran valor arquitectónico, fue demolida en los años 60.
 'La Migá' narra la historia de unos pastores a los que les pareció ver un rebaño de cabras a lo lejos y empezaron a partir pan para mezclarlo con la leche de los animales. Pero para su desgracia, los animales no eran hembras sino machos. Así se quedaron sin pan y sin leche.

## Demografía
Abusejo cuenta con una población de 143 habitantes (INE 2024).
| Gráfica de evolución demográfica de Abusejo entre 1842 y 2021                                                       |
| |
| Población de derecho según los censos de población del INE Población de hecho según los censos de población del INE |

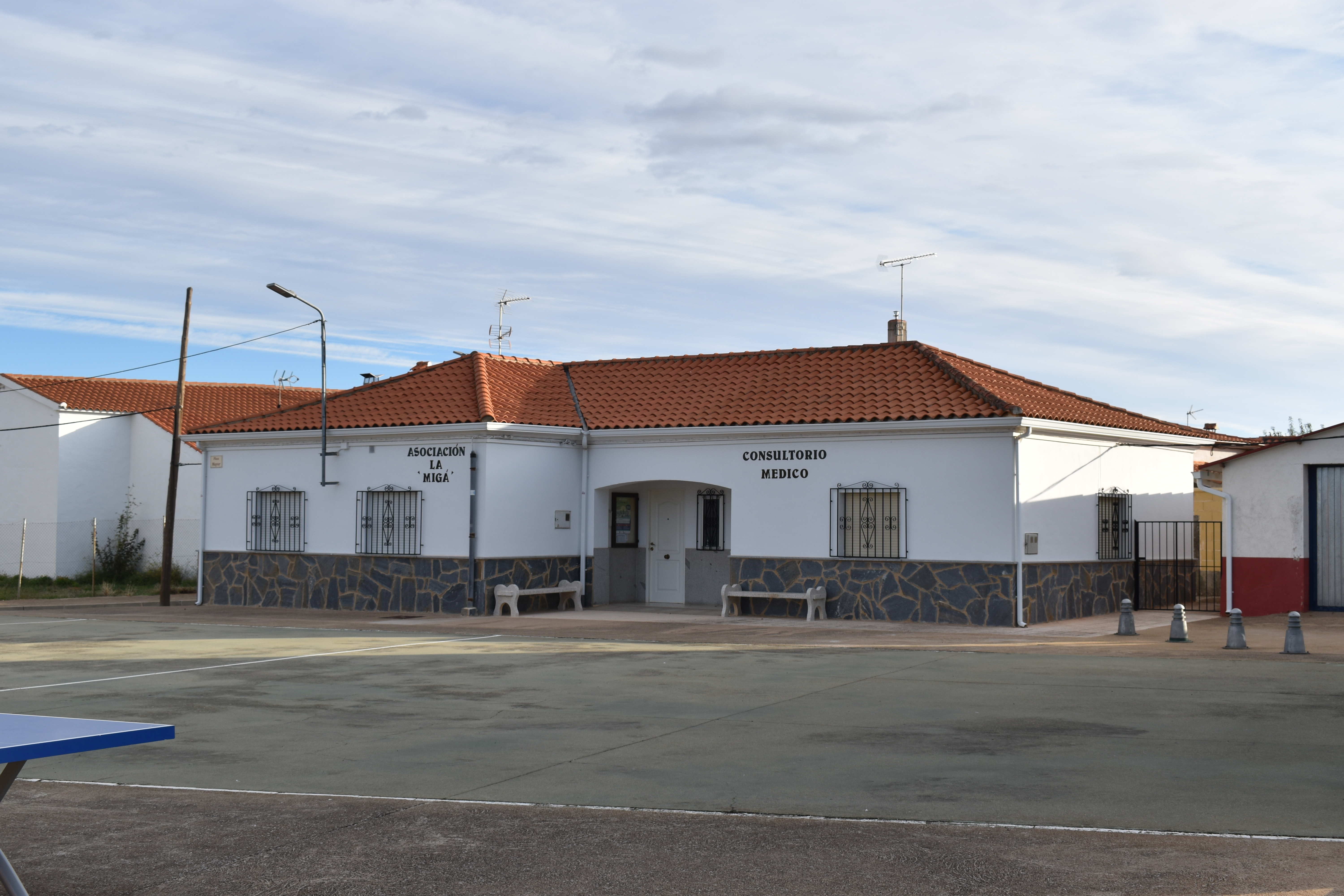
Consultorio médico

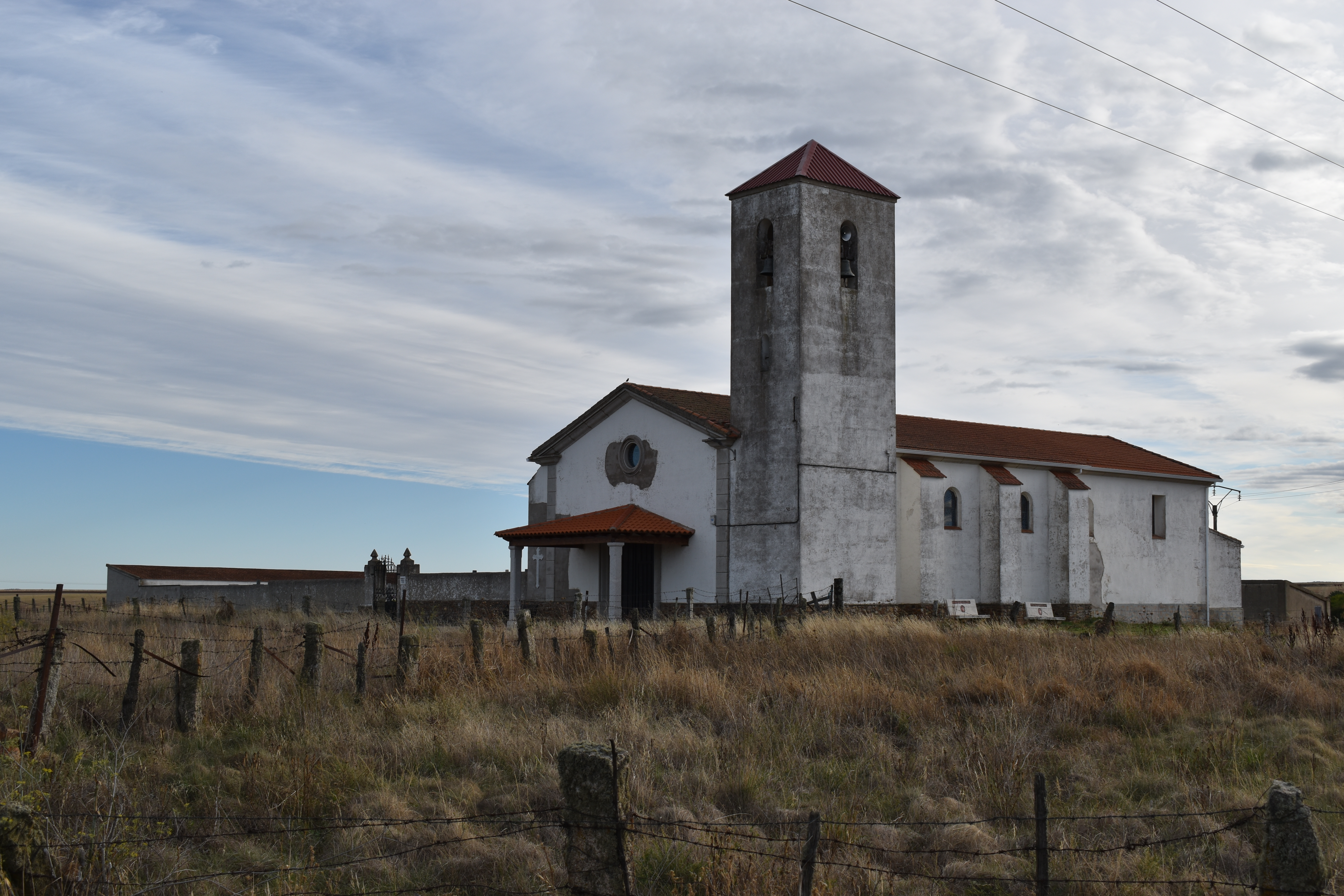
Iglesia

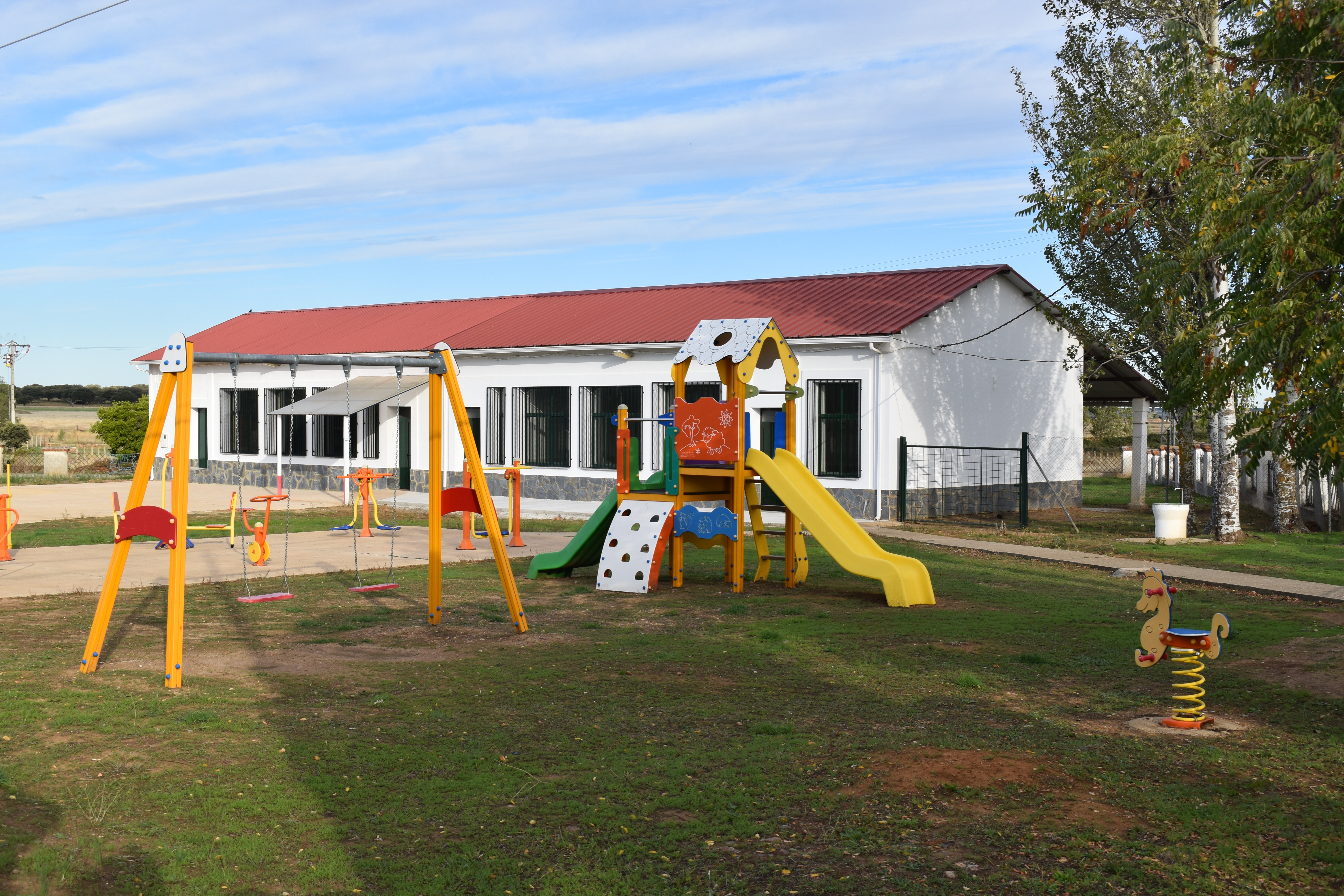
Colegio

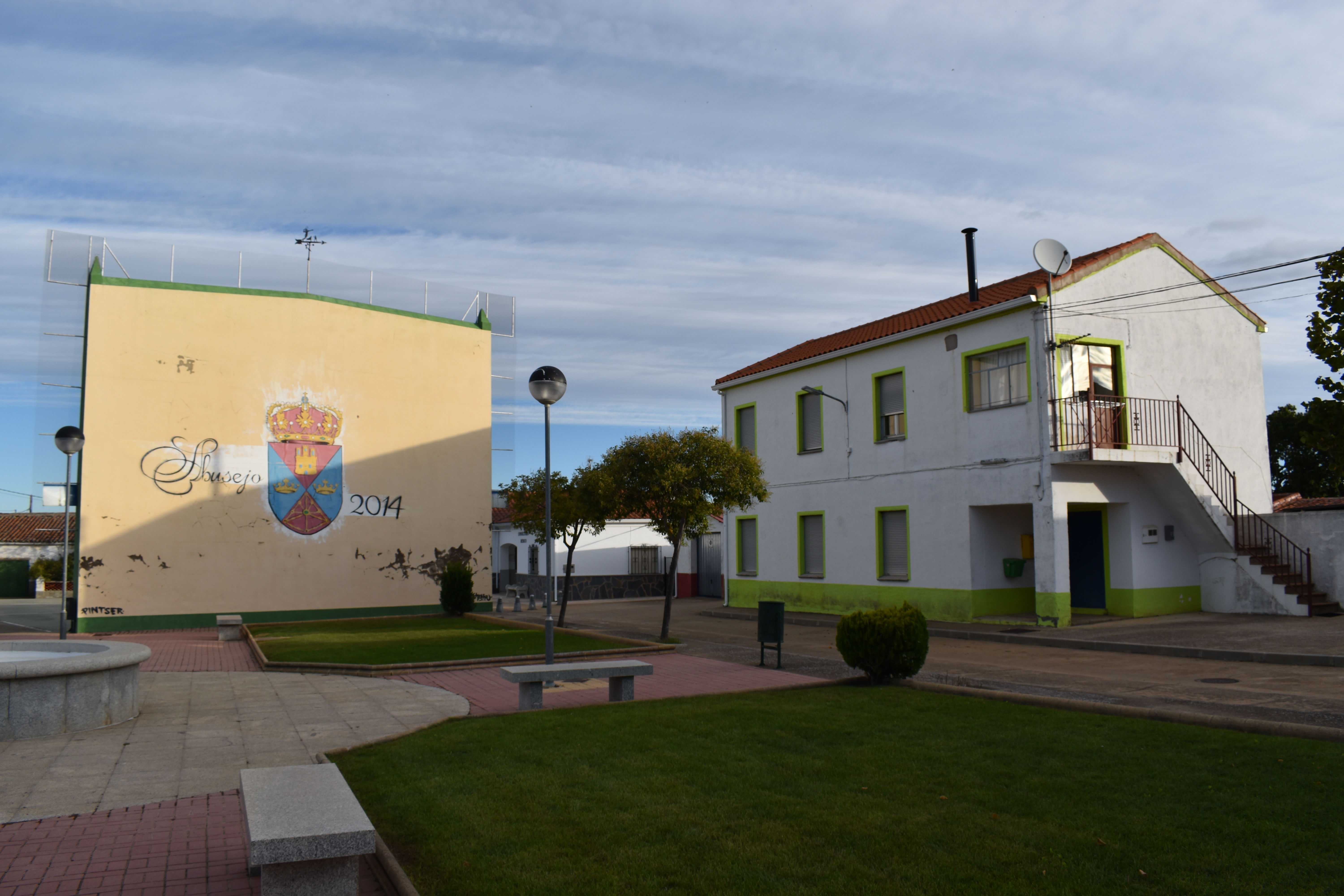
Plaza Mayor

Según el Instituto Nacional de Estadística, Abusejo tenía, a 31 de diciembre de 2018, una población total de 193 habitantes, de los cuales 102 eran hombres y 91 mujeres. Respecto al año 2000, el censo refleja 256 habitantes, de los cuales 126 eran hombres y 130 mujeres. Por lo tanto, la pérdida de población en el municipio para el periodo 2000-2018 ha sido de 63 habitantes, un 35% de descenso.

## Economía
Dado que el término municipal de Abusejo se encuentra poblado mayoritariamente por encinas, la principal actividad es la ganadería. En el monte de encinas se crían cerdos de bellota, y también se mantiene en sus pastos bastante ganado ovino, y en menor medida, vacuno. También hay algunas tierras de cultivo, en las cuales se suelen sembrar cereales como el trigo y la cebada, aunque es una zona poco apta para ello.
La industria que tenía antiguamente era la elaboración de quesos, obleas y barquillos, carbón vegetal y corta de leña que se transportaba a varios puntos de la provincia.

## Símbolos

### Escudo
El escudo heráldico que representa al municipio fue aprobado con el siguiente blasón:

«Escudo de Abusejo (Salamanca): Escudo cuartelado en aspa: 1º, de Castilla; 4º, de Navarra; 2º, y 3º, de azur, una corona de oro, patronazgo de Nuestra Señora de la Asunción. Al Timbre, corona real cerrada»

## Administración y política

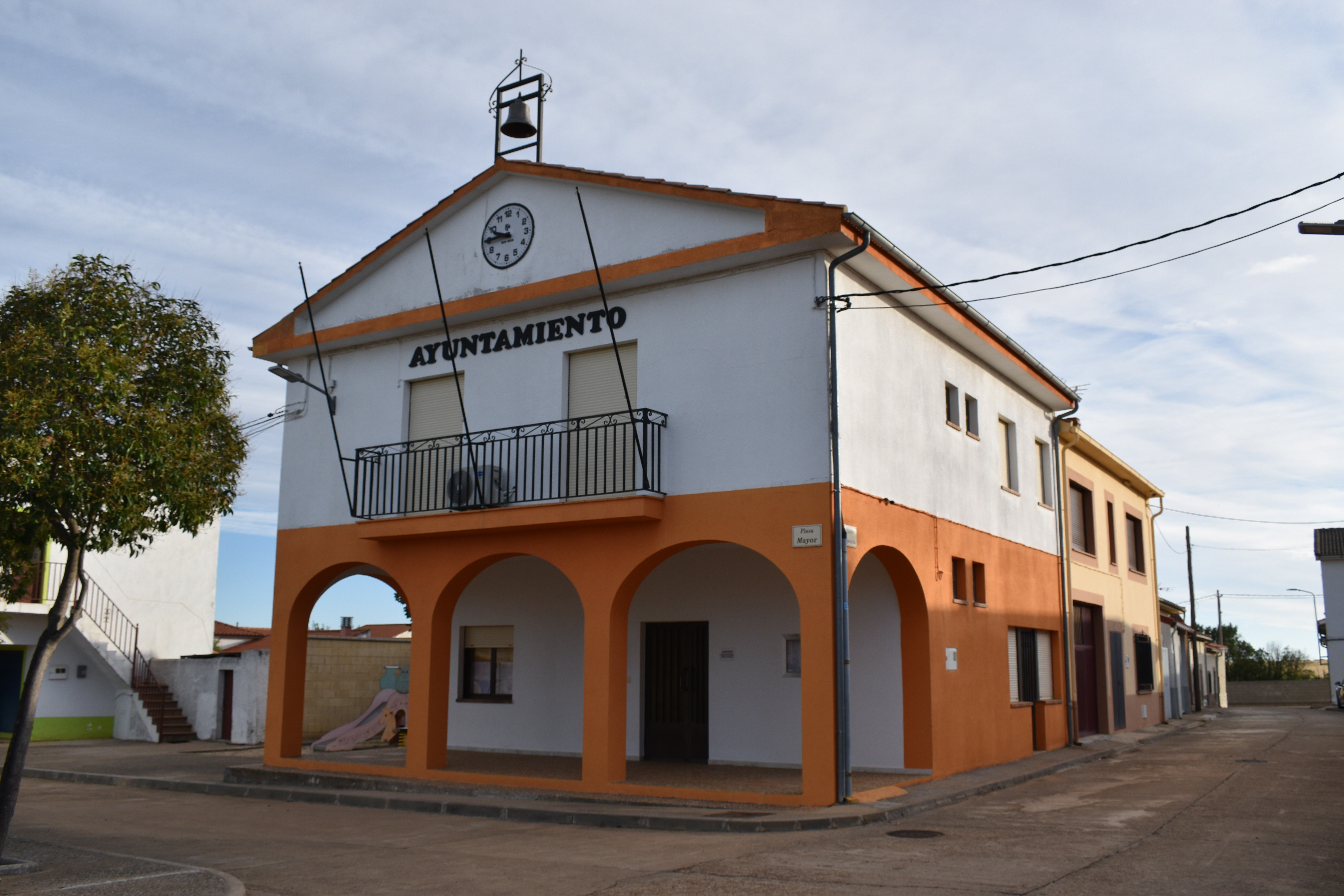
Casa consistorial

| Partido político                         | 2023  | 2023  | 2023       | 2019  | 2019  | 2019       | 2015  | 2015  | 2015       | 2011  | 2011  | 2011       | 2007  | 2007  | 2007       | 2003  | 2003  | 2003       |
| Partido político                         | %     | Votos | Concejales | %     | Votos | Concejales | %     | Votos | Concejales | %     | Votos | Concejales | %     | Votos | Concejales | %     | Votos | Concejales |
| Partido Popular (PP)                     | 55,37 | 43    | 4          | 49,38 | 76    | 4          | 75,51 | 111   | 4          | 79,56 | 144   | 6          | 73,23 | 145   | 5          | 65,55 | 137   | 4          |
| Partido Socialista Obrero Español (PSOE) | 32,91 | 26    | 1          | 2,07  | 3     | 0          | 19,05 | 28    | 1          | 19,34 | 35    | 1          | 25,76 | 51    | 2          | 20,10 | 42    | 1          |
| Ciudadanos (CS)                          | —     | —     | —          | 42,76 | 62    | 1          | —     | —     | —          | —     | —     | —          | —     | —     | —          | —     | —     | —          |
| Unión del Pueblo Salmantino (UPSa)       | —     | —     | —          | —     | —     | —          | —     | —     | —          | —     | —     | —          | —     | —     | —          | 15,31 | 32    | 0          |

## Cultura

### Fiestas
La fiesta mayor se celebra siempre el primer domingo de mayo, bajo el patrocinio de San José y la segunda fiesta está dedicada a San Sebastián, celebrándose el último fin de semana del mes de enero.